# 裴宇 (企业家)
裴宇（1989年—），瑞典籍华裔企業家，中国智能手机制造商一加的联合创始人，前一加全球负责人，其後於2020年離開一加創立Nothing。

## 早年生活
裴宇于1989年出生在中国北京，不久后他和父母移居美国纽约。两年后，一家人搬到了瑞典，因在瑞典生活了較長時間，後來裴宇直接加入了瑞典籍，成為一名瑞典籍華人。2008年，裴宇进入斯德哥尔摩经济学院攻读理學士学位，但于2011年退学，开始从事智能手机行业。

## 生涯
裴宇于2010年入职诺基亚，工作了三个月。离开诺基亚后，他创建的有关魅族的粉丝网站引起了魅族香港分公司的注意。2011年，裴宇加入魅族的营销团队，开始在魅族的营销团队工作。一年后，裴宇入职OPPO，担任国际市场部经理，直接在沈义人手下工作。

### 一加
2013年12月，裴宇和刘作虎共同创办了一加。根据裴宇的说法，一加手機的销售目标仅为5万部，但手机在2014年的销量接近100万。一加于2015年7月通过YouTube发布虚拟现实视频推出一加手機2，视频由裴宇介绍。2016年11月，一加发布了一加手机3T。裴宇表示，从一加手机3升级到一加手机3T的原因是公司希望改进软硬件。一加手机5于2017年6月发布，裴宇称它是迄今为止销售最快的一加手机。

## 奖项
2016年1月，裴宇因其在科技行业的影响力而被福布斯列入“30岁以下30位精英”（Forbes 30 Under 30）名单。
2016年4月，裴宇因其营销成就被Marketing Week列入Vision 100名单。